# 모빌슈트 베리에이션
모빌슈트 베리에이션(영어: Mobile Suit Variation, 일본어: モビルスーツバリエーション)은 TV 애니메이션 《기동전사 건담》을 기반으로 하여, 반다이의 건담 프라모델이나 코단샤의 잡지, 서적 등 다수의 미디어를 통해 전개된 메카닉 디자인 기획이다.
작품 내에 등장하는 인간형 로봇 병기인 모빌슈트(MS)의 "병기"로서의 면을 강조하며, 그에 대한 시제형, 국지전 대응형, 개인 전용기 등 베리에이션이 다양하게 설정되었다. 일부 기체는 《기동전사 Z 건담》을 비롯한 후속 애니메이션 작품에도 등장하며, 또한 이들 후속 작품의 대부분에도 "MSV"에 해당하는 베리에이션 기획이 존재한다.

## 같이 보기
- 모빌슈트